# HŽ serija 2061
HŽ serija 2061 (izvorna numeracija JŽ 661, tvornička oznaka EMD G16, nadimak Kennedy) je dizelsko-električna lokomotiva Hrvatskih željeznica. 
Lokomotive je između 1959. i 1966. godine izgradila američka tvrtka General Motors Electro-Motive Divison za potrebe tadašnjih Jugoslavenskih željeznica.
Sve lokomotive serije HŽ 2061 povučene su iz aktivne službe, dvije jedinice ostale su sačuvane kao vlasništvo Hrvatskog željezničkog muzeja u Zagrebu.

## Povijest

### Jugoslavenske željeznice
Godine 1955. Zajednica jugoslavenskih željeznica (ZJŽ) donosi odluku o obnovi voznog parka dizelskim vučnim vozilima. Od travnja do kolovoza iste godine odrađen je niz probnih vožnji s lokomotivama njemačkih i švedskih proizvođača. Iako su sve lokomotive na probama dokazale velike prednosti u usporedbi s parnim lokomotivama, nijedna od njih nije odgovarala potrebama Jugoslavenskih željeznica, koje su zahtijevale univerzalnu lokomotivu za vuču svih vrsta vlakova, osovinskog opterećenja od 18 t te najveće vozne brzine od 120 km/h. Rješenje je pronađeno nekoliko godina kasnije u lokomotivama tvorničke oznake G16 američkog proizvođača Electro-Motive Division of General Motors Corporation.
Između 1958. i 1973. u pogonima General Motors Electro-Motive Division (La Grange, Illinois, SAD) te General Motors Diesel Division (London, Ontario, Kanada) proizvedeno je ukupno 430 dizelsko-električnih lokomotiva serije EMD G16. Od toga je 218 lokomotiva isporučeno Jugoslavenskim željeznicama u pet različitih podserija. ŽTP-u Zagreb dodijeljena je ukupno 41 lokomotiva serije JŽ 661 proizvedena između 1960. i 1966. Od toga je 27 lokomotiva bilo podserije 661.0, šest lokomotiva podserije 661.1 te osam lokomotiva podserije 661.2. Preostalih 177 lokomotiva isporučeno je između 1961. i 1973. godine pojedinim podružnicama Jugoslavenskih željeznica. U posjedu ŽG Ljubljana nalazilo se 11 lokomotiva, ŽTP-u Skopje dodijeljena je 31 lokomotiva, dok je ŽTP Sarajevo raspolagalo sa 65 lokomotiva serije JŽ 661. Najveći broj jedinica, njih ukupno 70, nalazio se u posjedu ŽTP-a Beograd. Godine 1971. dvije lokomotive isporučene su Elektroprivredi Jugoslavije za potrebe termoelektrane “Nikola Tesla” u Obrenovcu.
Osim u Jugoslaviju, lokomotive serije EMD G16 također su isporučivane u Brazil, Egipat, Hong Kong, Iran, Meksiko, Španjolsku te Zambiju.
Prvih 20 lokomotiva u posjedu ŽTP Zagreb pristiglo je u splitsku luku u travnju 1960. godine. Prva službena vožnja lokomotive serije JŽ 661 bila je 12. travnja 1960 na relaciji Knin – Split lokomotivom 661-003. Druga skupina od trinaest lokomotiva dolazi početkom 1961. godine, od toga su redni brojevi 021-027 dodijeljeni sekciji za vuču vlakova Knin, dok se lokomotive 101-106 nalaze u posjedu sekcije za vuču vlakova Zagreb. Lokomotive serije JŽ 661 korištene su za vuču putničkih i teretnih vlakova na magistralnim željezničkim prugama na području cijele Hrvatske. Uvođenjem lokomotiva na dizelski pogon znatno su smanjeni troškovi prijevoza te je povećana propusna moć željezničke pruge Knin – Split te kasnije i pruge Zagreb – Beograd.
Godine 1990. šest lokomotiva serije JŽ 661 u posjedu ŽTP-a Zagreb upućene su u radionicu TŽV Gredelj na rekonstrukciju iz serije G16 u izvedbu 646. Rekonstrukcija je obuhvaćala smanjenje broja vučnih motora sa šest na četiri, promjenu snage lokomotive na 1250 kW za vuču te novi raspored osovina (A1A)‘(A1A)‘. Izgradnjom dva vučna motora iz postolja povećava se snaga postojećih vučnih motora jer nije smanjena snaga za vuču osim kada je uključeno električno grijanje vlaka. Lokomotiva je opremljena sustavom za prebacivanje snage s vučnih motora koji žele proklizati na vučne motore koji mogu prenijeti raspoloživu snagu bez klizanja tako da lokomotiva ne gubi vučnu silu bez obzira na stanje tračnice. Povećana je trajna struja vučnih motora s 800 A na 900 A a jednosatna s 860 na 970 A (kao na lokomotivama JŽ 664). Povećana je vučna sila u polasku s projektom zadanih 160 kN na 250 kN. Na taj je način nastala nova serija lokomotiva JŽ 646, koja je kasnije renumerirana u HŽ seriju 2043. Lokomotive su vozile u Vuči vlakova Varaždin. 

### Hrvatske željeznice
Hrvatske željeznice naslijedile su od bivšeg ŽTP-a Zagreb ukupno 39 lokomotiva serije JŽ 661, kojima je dodijeljena brojčana oznaka HŽ 2061. U ljeto 1991., nakon što je Hrvatsko željezničko poduzeće preuzelo željezničke pruge u Istri, četiri lokomotive izvorno u posjedu ŽG Ljubljana pripale su Hrvatskim željeznicama. U vozni park HŽ-a također je uvrštena i lokomotiva 661-120, izvorno u posjedu ŽTO Novi Sad, koja nakon modernizacije u TŽV-u Gredelj zbog ratnih događanja 1991. godine nikad nije isporučena vlasniku. Budući da je riječ o novoj izvedbi lokomotive, dodijeljena joj je zasebna podserija te brojčana oznaka HŽ 2061 101. U Hrvatskoj je zaostala i lokomotiva 661-255, također u posjedu ŽTO Novi Sad, međutim nikada nije dobila nove brojčane oznake niti je vozila u službi Hrvatskih željeznica.
Lokomotive serije 2061 pretežito su korištene za vuču putničkih i teretnih vlakova na željezničkim prugama u Dalmaciji te u manjem broju i za teretnu vuču na širem zagrebačkom području. U godinama koje slijede dolazi do značajnog smanjenja flote HŽ serije 2061, koja je u početku imala 44 lokomotive. Šest lokomotiva pregrađeno je u TŽV-u Gredelj u seriju HŽ 2043 te su dodijeljene jedinici za vuču vlakova Varaždin. Preostale lokomotive serije HŽ 2061 postupno su povučene iz prometa. Otpisane lokomotive prvo su bile iskorištene kao izvor dijelova, nakon čega su izrezane. Godine 2003. u inventarskom parku Hrvatskih željeznica preostalo je samo petnaest aktivnih lokomotiva serije HŽ 2061, od toga je osam bilo raspoređeno u jedinicu za vuču vlakova Split, dok je preostalih sedam bilo u posjedu zagrebačke jedinice za vuču vlakova.
Do kraja 2005. godine, američkoj tvrtki NREC prodano je trinaest lokomotiva serije HŽ 2061. Od toga su četiri lokomotive u TŽV-u Gredelj modernizirane u izvedbu G26CUNm, pregrađene na širinu kolosijeka 1067mm te 2007. godine isporučene u Gvineju. U posjedu Hrvatskih željeznica preostale su samo dvije lokomotive – 2061 011 i 2061 015 – koje su nedugo zatim povučene iz aktivne službe.

## Tehničke značajke
Lokomotive ove serije imaju šest osovina, pojedinačni osovinski pogon i osovinski raspored Co’Co’. Opremljene su dvotaktnim dizelskim motorom sa šesnaest cilindara izvedbe V tipa 16-567 C, koji ostvaruje snagu od 1454 kW. Prijenos snage je električni i sastoji se od glavnog generatora za istosmjernu struju snage 1704 kW, pomoćnog generatora te šest istosmjernih elektrovučnih motora snage 212 kW, od kojih su po tri smještena u svakom okretnom postolju. Kapacitet generatora je takav da je osigurana trajna uporaba snage dizelskog motora u svrhu pokretanja vučnih motora.
U lokomotive podserije 2061.0 ugrađen je generator pare za grijanje vlaka u količini od 770 kg/h, tako da su se mogle rabiti i za vuču putničkih i brzih vlakova. Kod podserije 2061.1, odstranjen je generator za paru te je zamijenjen alternatorom za električno grijanje vlaka snage 375 kW, proizvedenim u tvornici "Uljanik" u Puli, koji se primjenjuje i kod dizelsko-električnih lokomotiva serija HŽ 2043, HŽ 2062 i HŽ 2063.
Lokomotive podserije HŽ 2061.0 građene su za najveću voznu brzinu od 114 km/h, dok za podseriju 2061.1 najveća vozna brzina iznosi 124 km/h. Opremljene su zračnom kočnicom, ručnom kočnicom te kočnicom u slučaju opasnosti. Okretna postolja su istovjetna onima na lokomotivama serija HŽ 2044 i HŽ 2062.
Sanduk lokomotive sastoji se od dužeg dijela oplate unutar kojeg se nalaze pogonski i pomoćni uređaji, upravljačnice te kraćeg dijela oplate u kojem je smješten dio kočnih uređaja. Kraći dio oplate tvornički je određen kao prednji kraj lokomotive. Kod podserije 2061.1, izbacivanjem generatora pare omogućeno je spuštanje kraćeg dijela oplate u odnosu na ostatak sanduka, tako da lokomotiva izgledom podsjeća na HŽ seriju 2043. Sama upavljačnica je od dužeg dijela oplate odijeljena ugrađenim ormarom s električnom opremom. Upravljački stol omogućava vožnju s obiju strana lokomotive na način da strojovođa može mijenjati svoje upravljačko mjesto ovisno o smjeru kretanja vlaka.

## Vanjski izgled lokomotiva
Lokomotive serije 2061 tijekom nepunih pet desetljeća službe doživjele su brojne promjene vanjskog izgleda. Kao i sve serije dizelskih lokomotiva u posjedu tadašnjih Jugoslavenskih željeznica, izvorno su bile obojane u tamnozelenu boju s trodjelnom zlatnom ukrasnom trakom po sredini sanduka, koja se na čelu lokomotive spaja u prepoznatljivi oblik tzv. brkova. Na bočnim stranama sanduka ukrasne trake bile su prekinute latiničnim natpisom „Jugoslavenske željeznice“ u zlatnoj boji, kojim su obilježavane sve dizelske lokomotive u posjedu ŽTP Zagreb. Sredinom glavnog okvira lokomotive prolazila je dodatna dvodjelna ukrasna traka zlatne boje, po kojoj su se lokomotive serije JŽ 661 razlikovale od ostalih dizelskih lokomotiva u posjedu Jugoslavenskih željeznica.
Nakon osnutka Hrvatskih željeznica određena su nova službena bojanja pojedinih serija vučnih vozila. Kod dizelskih lokomotiva, sanduk i krov obojani su u tamnoplavu boju, dok su okvir, postolja i odbojnici crni. Izmijenjen je i dizajn ukrasnih traka, koje su srebrne i svjetloplave boje. Novo rješenje stupa na snagu 1994. te će u godinama koje slijede biti primijenjeno na sve serije dizelskih lokomotiva u posjedu Hrvatskih željeznica. U slučaju serije 2061, samo su tri lokomotive prebojane u novo službeno bojanje Hrvatskih željeznica, dok su preostale lokomotive sve do povlačenja iz prometa zadržale izvorno tamnozeleno bojanje sa zlatnim ukrasnim trakama. Na lokomotivi 2061 012 primijenjeno je jedinstveno pokusno bojanje, gdje su sanduk i krov obojani u srebrnu boju, dok su ukrasne trake bile plave boje.

## Stanje i razmještaj
Izvorno su u posjedu Hrvatskih željeznica bile 43 lokomotive podserije 2061.0, dok lokomotiva 2061 101 nikada službeno nije pripadala HŽ-u. Do 2004. godine otpisano je i izrezano ukupno 26 lokomotiva, da bi do kraja 2005. bilo prodano još 13 jedinica.
Posljednje dvije lokomotive koje su preostale u voznom stanju povučene su iz prometa 2007. godine. Nakon što su krajem 2011. godine prodane, tadašnja HŽ Vuča vlakova u svojem posjedu nije više imala nijednu lokomotivu serije HŽ 2061.
Dvije lokomotive – brojčanih oznaka HŽ 2061 032 te JŽ 661-216 – ostale su sačuvane kao vlasništvo Hrvatskog željezničkog muzeja u Zagrebu.